# Харарі
Харарі (амх. ሐረሪ) — один з дев'яти регіонів Ефіопії, що включає у себе місто Харер і його найближчі околиці. Розташований на сході Ефіопії. Раніше був відомий під назвою Регіон 13.
За даними перепису 2007 року, населення регіону становить 183 344 особи. Площа регіону — 333,94 км², при щільності населення 549,03 особи/км². Офіційна мова — Хараре. Адміністративно ділиться лише на одну адміністративну зону.

## Етнічний склад
- Оромо — 52,3%
- Амхарці — 32,6%
- Харарі — 7,1%
- Гураге — 3,2%